# ناترونا هایتس (پنسیلوانیا)
ناترونا هایتس (به انگلیسی: Natrona Heights) یک منطقهٔ مسکونی در ایالات متحده آمریکا است که در شهرستان الگینی، پنسیلوانیا واقع شده‌است. ناترونا هایتس ۳۰۲٫۹۷ متر بالاتر از سطح دریا واقع شده‌است.